# Twintron
Twintron je intron uvnitř jiného intronu. Byly objeveny v chloroplastové DNA eugleny, později u kryptomonád, drosofily, aj. Vystřihování probíhá sekvenčně - nejdříve se vystřihne vnitřní intron a pak vnější. V jednom intronu může být dokonce více twintronů.